# Contes du bourreau

Les Contes du bourreau sont un recueil d'histoires pour enfants et préadolescents écrites en 1943 par Serge Dalens. Le nom du recueil pouvant terroriser les enfants (et sans doute aussi leurs parents), il fut renommé en 1957 La Plume Verte et autres Contes pour Roland, mais reprit son titre d'origine en 1995.

## Histoire
Roland est le nom d'un jeune garçon atteint d'une maladie incurable dans un hôpital où le narrateur était interne. Au fil des soirées, alors qu'il espérait vainement sa sortie, le narrateur lui raconta des histoires « inventées, déjà lues ou réellement arrivées ». À la demande de son entourage, il en choisit quelques-unes en accord avec le jeune malade pour en faire un recueil.
Le « bourreau » en question est en fait le narrateur lui-même, en ce sens que les traitements de son jeune patient étaient parfois douloureux pour celui-ci.
Le recueil original comptait 13 histoires. Deux furent ajoutées en 1987.

## Les nouvelles
- Piouk
- L'oiseau d'or, d'après un conte norvégien
- La livre franche : comment fut inventé le franc, et pourquoi s'est-il nommé ainsi ?
- Les trois présents : un jeune garçon a été gratifié de trois présents : la santé, la beauté et la bonté. Cette bonté est si grande qu'il fait tout d'abord cadeau à d'autres des deux premiers. Que va-t-il se passer s'il écoute son bon cœur et donne à son tour le troisième ?
- La fuite en Égypte : narration romancée d'un épisode biblique
- Une petite histoire de rien du tout : l'enfance du petit Jésus, qui rencontre les mêmes problèmes que tous les enfants.
- Les trois orphelins
- Les autres Roland : Roland souffre, mais il n'est pas seul
- La plume verte
- L'enfance de Roland : un autre Roland plus connu, neveu de Charlemagne
- La souris blanche : la cohabitation d'un prisonnier de Louis XI et d'une souris qui partage sa cellule
- La marque de Satan : pourquoi l'héritier nouveau-né du seigneur porte-t-il cette étrange marque ?
- Le prince charmant : une des rares incursions de Dalens dans le second degré car, si ce prince se nomme bien Charmant, il mène à son entourage une vie impossible.
- L'enfant du fouet : une légende dit que des enfants pauvres proposaient de se faire fouetter à la place des enfants riches punis. Le conte fait intervenir Jean Sobieski, roi de Pologne.
- Noël : une fin optimiste où l'on imagine la guérison de Roland.